# Johannes av Kronstadt

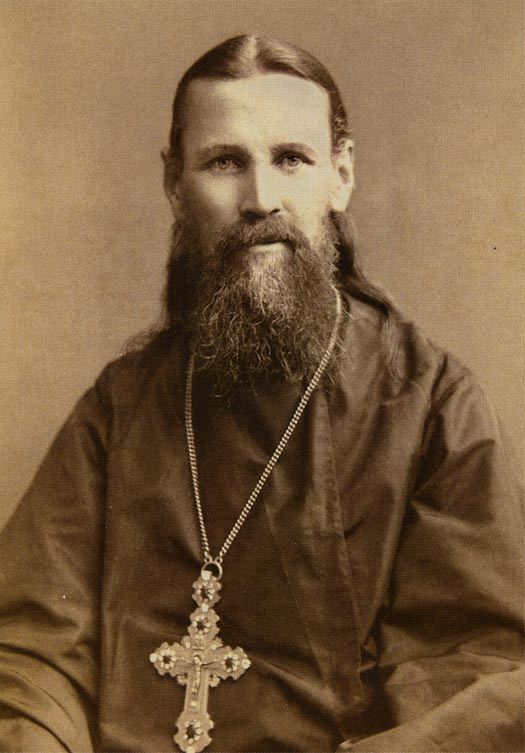
Johannes av Kronstadt.

Den helige Johannes av Kronstadt, eller Ioann av Kronstadt, (ryska: Иоанн Кронштадтский; kyrkslaviska: Ї҆ѡа́ннъ Кроншта́дтскїй), född som Ivan Iljitj Sergejev (Иванъ Ильичъ Сергіевъ) den 19 oktober 1829 i Sura nära Vita havet i Archangelsk oblast, dåvarande Kejsardömet Ryssland, död 20 december 1909 i Kronstadt, Kejsardömet Ryssland, är ett ryskt helgon inom den Rysk-ortodoxa kyrkan.
Johannes av Kronstadt, även kallad "undergöraren" av sina följare, var framförallt verksam under den senare hälften av 1800-talet, samt under 1900-talets första decennium, vid Sankt Andreas katedral i Kronstadt, tre mil väster om Sankt Petersburg.
Johannes av Kronstadt höll kollektiv bikt i Sankt Andreas katedral och en av hans åhörare, som han senare blev nära bekant med, var Grigorij Rasputin.
I sociala och politiska frågor stod Johannes av Kronstadt Ryska folkets förbund nära.